# Corambidae
Corambidae Bergh, 1871 è una famiglia di molluschi nudibranchi appartenente alla superfamiglia Onchidoridoidea.

## Descrizione
Sono nudibranchi di piccole dimensioni, usualmente intorno 5–10 mm, con livree mimetiche che simulano l'apparenza dei briozoi su cui vivono. L'elemento distintivo della famiglia è dato dalla posizione ventrale delle branchie, che sono invece dorsali in tutti gli altri membri della superfamiglia Onchidoridoidea.

## Distribuzione e habitat
Le specie di questa famiglia sono diffuse in prevalenza nelle acque temperate dell'emisfero settentrionale.

## Tassonomia
La famiglia comprende in atto i seguenti generi:
- Corambe Bergh, 1869
- Loy Martynov, 1994

Il genere Hypobranchiaea A. Adams, 1847 è attualmente considerato come taxon inquirendum.
Altri generi attribuiti a questa famiglia attualmente posti in sinonimia sono:
- Corambella Balch, 1899 = Corambe
- Doridella Verrill, 1870 = Corambe
- Gulbinia Martynov, 1994 = Corambe
- Neocorambe Swennen & R. Dekker, 1995 = Corambe
- Paracorambe Swennen & R. Dekker, 1995 = Corambe
- Proloy Martynov, 1994 = Loy
- Psammodoris Martynov, 1994 = Loy
- Quasicorambe Martynov, 1994 = Corambe
- Suhinia Martynov, 1994 = Corambe